# Mario Sports Superstars
Mario Sports Superstars és un videojoc esportiu per a la videoconsola portàtil Nintendo 3DS que va ser llançat a la primavera del 2017. Va ser anunciat durant el Nintendo Direct de l'1 de setembre de 2016.

## Jugabilitat
El joc porta a en Mario i la seva colla a cinc esports diferents: futbol, beisbol, tenis, golf i cursa de cavalls, mitjançant modes d'un jugador i multijugador (local i online) on es pot jugar de la manera més realista possible (per exemple, al futbol, hi ha onze jugadors a cada equip i tot o més del que s'espera d'un joc complet del gènere), encara que apareixeran ítems per compensar la manca d'habilitat de jugadors nouvinguts. El joc és compatible amb amiibo; de fet compta amb una línia de 90 cartes exclusiva que desbloquegen versions superstar dels personatges amb les seves pròpies estadístiques i habilitats especials. Cada mode té el seu propi mode de tornejos, i tres copes disponibles.
Es poden jugar a partides simples i també disputar tornejos a cada esport, i es comença triant els capitans de l'equip entre personatges de major importància com Mario, Luigi, Peach i Bowser. Després s'han de triar els altres integrants de l'equip (nombre del qual varia segons l'esport) entre personatges secundaris com Goombas, Koopa Troopas, Shy Guys, Magikoopas i Toads de colors diversos. Cada personatge té moviments i habilitats especials. El joc també inclou un mode entrenament on s'expliquen alguns conceptes de cada esport, i també s'inclou l'opció de crear estables per a entrenar els cavalls.
El joc té divuit personatges en total, sent els dos últims desbloquejables: Mario, Luigi, Princesa Peach, Princesa Daisy, Yoshi, Birdo, Wario, Waluigi, Bowser, Bowsy, Boo, Estela, Donkey Kong, Diddy Kong, Baby Mario, Baby Luigi, Mario de Metall i Peach d'Or Rosa.

## Desenvolupament
El joc va ser anunciat durant una presentació Nintendo Direct l'1 de setembre de 2016. Tot i que Mario tingui la propietat de la franquícia Mario, el joc s'està desenvolupat per Camelot Software Planning, qui també ha creat entregues anteriors de les sèries Mario Golf i Mario Tennis, i Bandai Namco, qui va ajudar en anteriors entregues de Mario Kart i Super Smash Bros.. Mentre la llista de jocs d'esports de Mario de part de Nintendo ha inclòs entregues per separat de futbol (Mario Strikers), beisbol (Super Mario Sluggers), tennis (Mario Tennis) i golf (Mario Golf), mai han inclòs hípica ni compilat totes aquestes en un sol joc. Quan es va anunciar es va programar per sortir a la primavera del 2017.
El 24 de gener de 2017 es va confirmar que el joc sortiria el 24 de març a Amèrica del Nord i el 30 al Japó, i que seria compatible amb una línia específica de cartes amiibo; durant un temps limitat als Estats Units el joc es va vendre amb una d'aquestes cartes.